# Miniopterus inflatus
Miniopterus inflatus је врста слепог миша (Chiroptera) из породице вечерњака (Vespertilionidae).

## Распрострањење
Врста је присутна у Габону, ДР Конгу, Екваторијалној Гвинеји, Етиопији, Зимбабвеу, Камеруну, Кенији, Либерији, Мозамбику, Намибији, Танзанији, Уганди и Централноафричкој Републици.

## Станиште
Врста Miniopterus inflatus има станиште на копну.

## Угроженост
Ова врста није угрожена, и наведена је као последња брига јер има широко распрострањење.

### Популациони тренд
Популациони тренд је за ову врсту непознат.